# David Curry
David Curry, född 13 juni 1944, är en brittisk konservativ politiker. Han var parlamentsledamot för valkretsen Skipton and Ripon 1987-2010. 2003 utnämndes han av partiledaren Michael Howard till skuggminister för lokal- och regionalpolitiska frågor (Shadow secretary of state for local and devolved government affairs). Året efter avgick han och ersattes av Caroline Spelman.
David Curry tillhör partiets EU-vänliga falang och stödde Kenneth Clarkes kandidatur till partiledarposten. Han har tidigare arbetat som journalist.